# Pier Maria Baldi
Pier Maria Baldi (Florencia, 1630-1686) fue un arquitecto y pintor barroco italiano, acompañante de Cosme de Médici en el viaje que realizó por España, Portugal, Francia, Bélgica y Holanda entre 1668 y 1669, del que dejó un conjunto de dibujos con vistas panorámicas de las ciudades y aldeas por las que discurrió.

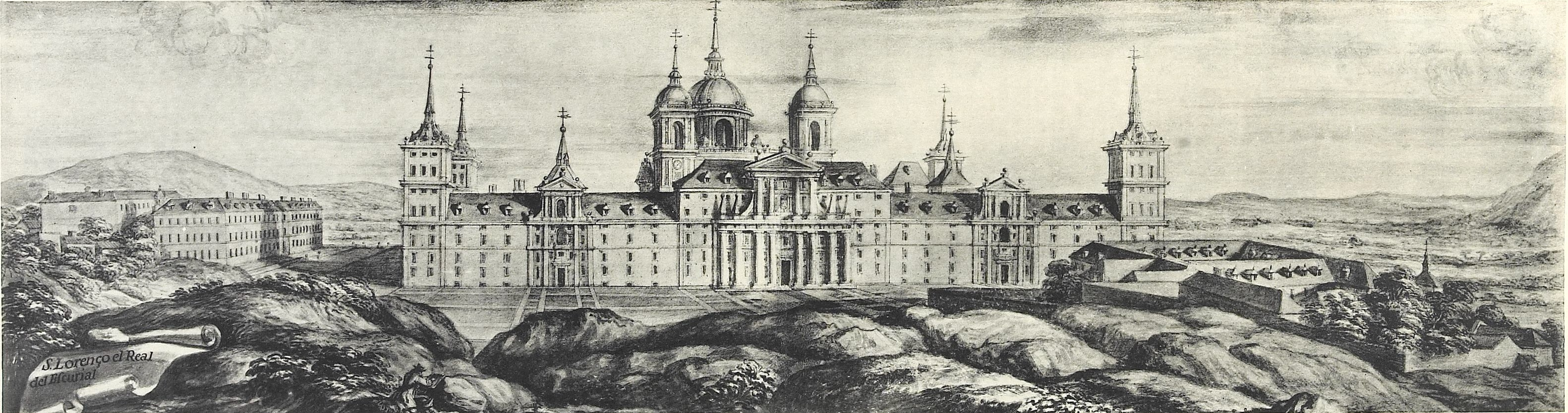
San Lorenzo de El Escorial, acuarela de Pier Maria Baldi, Biblioteca Mediceo-Laurenciana de Florencia, 1668. Abajo y a la izquierda se dibuja el propio artista tomando apuntes del natural.

|  |

## Biografía y obra
Seguidor y quizá discípulo de Baldassare Franceschini, llamado il Volterrano, gozó de la protección de los Médici. En 1667 el gran duque Fernando II de Médici escribió a Gian Lorenzo Bernini recomendándole a Baldi, a quien presentaba como joven florentino «assai ben avanzato nel disegno en el colorito», para que lo ayudase en los estudios de pintura y arquitectura que se proponía realizar en Roma. Un año después viajó por España, Portugal y Francia en el séquito de Cosme de Médici (1642-1723) , heredero del Gran Ducado de Toscana. Baldi dibujó a la aguada sepia vistas panorámicas de cada una de las poblaciones en las que paró la comitiva para acompañar al relato del viaje, redactado por Lorenzo Magalotti (1637-1712). Conservados en dos volúmenes guardados en la Biblioteca Mediceo-Laurenciana de Florencia, los rápidos apuntes de Baldi, en los que se evidencia su formación como arquitecto, superan en realismo y capacidad descriptiva a la narración oficial del viaje por Magalotti.
Son estos dibujos lo más notable de su obra, por lo demás escasa y mal conocida. En 1680 fue nombrado capataz de las obras granducales en Pisa y Livorno, pero de su trabajo como arquitecto tan solo se conoce la construcción por diseño suyo de una fuente monumental en la plaza de Santa Croce de Florencia, remodelada en el siglo XIX. De su pintura, perdido el retrato del cardenal Leopoldo de Médici del que hay noticia documental, resta la pintura de un altar con la Virgen del Rosario y santo Domingo en la iglesia suprimida de Santo Domingo al Maglio y un fresco con el bautismo de san Agustín en el claustro de Santo Spirito.

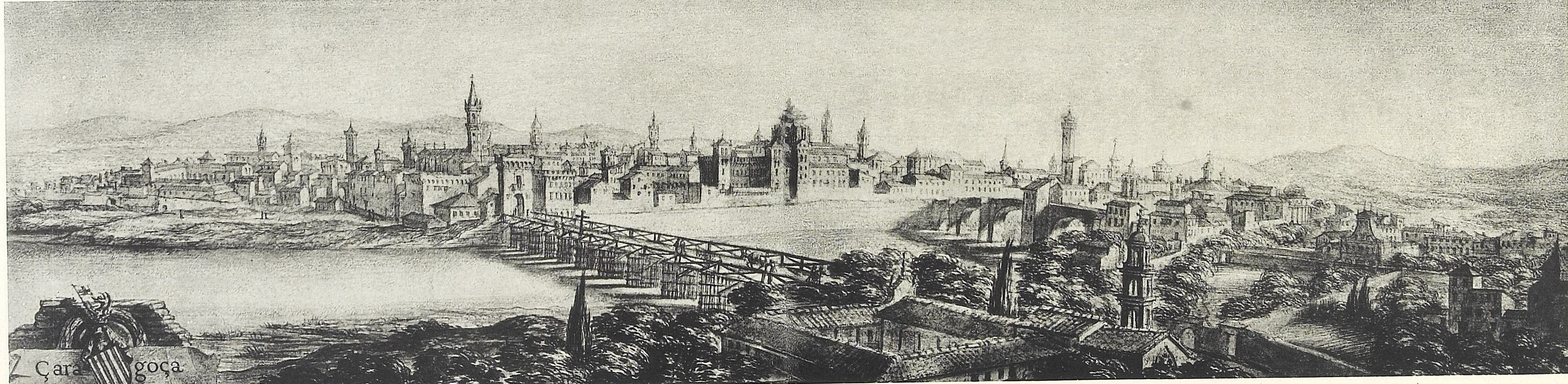
Zaragoza, acuarela de Pier Maria Baldi, Biblioteca Laurenciana de Florencia, (1668)

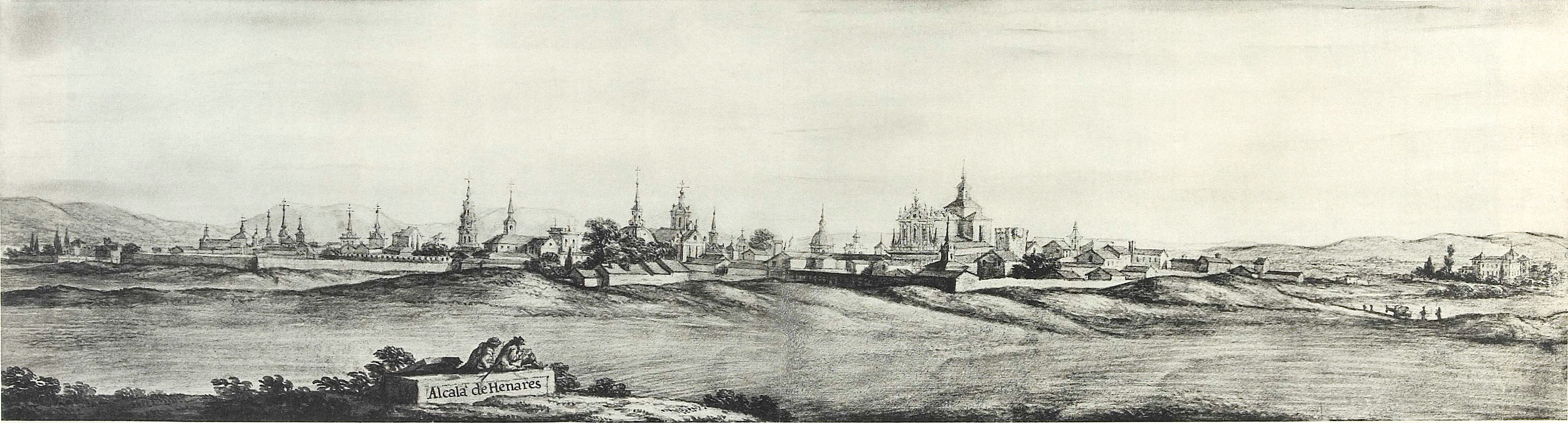
Vista panorámica de Alcalá de Henares (1668)

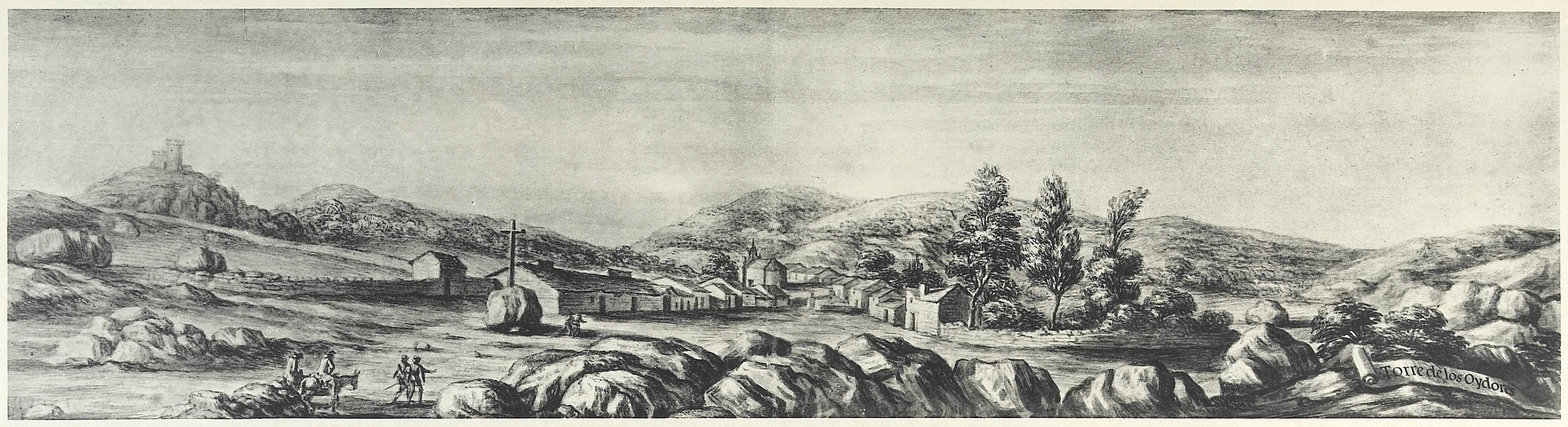
Acuarela de la Torre de los Oydores, en Torrelodones (1668)